# Marlierea leal-costae
Marlierea leal-costae är en myrtenväxtart som beskrevs av Graziela Maciel Barroso och Ariane Luna Peixoto. Marlierea leal-costae ingår i släktet Marlierea och familjen myrtenväxter. Inga underarter finns listade i Catalogue of Life.